# Парови (7. сезона)
Парови 7 је седма сезона српског ријалити-шоуа Парови. Сезона се приказивала од 26. августа 2018. до 13. јула 2019. године на каналу Happy. Трајала је 321 дан, чиме је оборила рекорд и постала, заједно са четвртом сезоном, најдужа сезона ријалити-шоуа на свету, све док их није премашила осма сезона. Водитељи седме сезоне су Бојана Ристивојевић, Анђела Лакићевић, Слађана Петрушић, Нина Прља, Миомира Драгићевић „Комшиница Зага”, Весна Вукелић „Венди”, Јелена Петковић, Ава Карабатић и Урош Божић. Учесници који се такмиче називају се парови.
Победник седме сезоне је Младен Вулетић, музичар и предузетник који је освојио главну награду у износу од 30.000 евра. Другопласирани је Иван Маринковић. Као и у претходној сезони, главна награда се није делила на више делова, те је само победник освојио главну награду. Седма сезона представља прву сезону у којој је победник са подручја Црне Горе.

## Формат
Парови је такмичарски-шоу у којем група такмичара, названа парови, живи у прилагођеној „вили” (у ствари постављеној у згради канала Happy), непрестано под видео надзором. Док су у вили, такмичари су потпуно изоловани од спољног света, што значи да нема телефона, телевизије, интернета, часописа, новина или контакта са онима који нису у вили. Ово правило би се, међутим, могло прекршити у случају медицинске повреде, породичне нужде или смрти. Формат шоуа углавном се доживљава као друштвени експеримент и захтева да парови комуницирају са другима који могу имати различите идеале, уверења и предрасуде. Иако су закључани у кући, парови могу напустити такмичење. Ако би учесник прекршио правила такмичења, могао би бити избачен из виле. Учесници се такмиче за главну награду чија вредност варира током сезоне. Вила у којој се учесници налазе садржи потпуно опремљену кухињу, двориште, спаваћу собу, купатило, као и велику дневну собу, велики базен и тајну собу. Учесници су углавном из разних држава са Балкана.
Велика вила налази се у београдском делу града, Земуну. Вила садржи велику спаваћу собу са 24 кревета, велику опремљену кухињу, велику дневну собу, две туш кабине, два тоалета, тајну собу, три собе за изолацију, велики базен и велико двориште. Име виле у којој се такмичари налазе је „Вила парова”.
Током седме и осме сезоне, постојао је чаробњак Мерлин, који је представљао глас продукције. Мерлин је имао могућност да номинује парове, смањи или повећа главну награду и новчано да казни парове. Мерлина је представљала лутка чаробњака, која се налазила у посебној соби, која је касније коришћена као део тајне собе.
Током дана, парови имају игре у којима победник добија одређену награду. У време вечерњих емисија, водитељи ријалити-шоуаа долазе у програм и, често са гостима које чине новинари, постављају паровима питања, како из споњног тако и из живота у ријалитију.

## Парови
| Име                          | Занимање                               | Резултат             |
| ---------------------------- | -------------------------------------- | -------------------- |
| Младен Вулетић               | Музичар и предузетник                  | Победник             |
| Иван Маринковић              | Ријалити учесник                       | Другопласирани       |
| Изабела Алијоски             | Предузетница                           | Треће место          |
| Милутин „Мили” Радосављевић  | Ријалити учесник                       | Четврто место        |
| Јована Новаков „Шмизла”      | Модел                                  | Пето место           |
| Иваниа Бајић                 | Певачица и ријалити учесница           | Шесто место          |
| Јелена Илић                  | Новинарка и ријалити учесница          | Седмо место          |
| Александар Пожгај            | Политичар и ријалити учесник           | Осмо место           |
| Илијана Вагић                | Фитнес инструкторка                    | Девето место         |
| Весна Чавић Пајић „Ривас”    | Певачица, ријалити учесница и астролог | Десето место         |
| Дарио Шогоровић              | Ријалити учесник                       | Једанаесто место     |
| Дина Галорини                | Ријалити учесница                      | Дванаесто место      |
| Александра Тасић „Цока”      | Ријалити учесница                      | Тринаесто место      |
| Александар Вујичић „Вуја”    | Певач                                  | Четрнаесто место     |
| Ђорђе Томић „Ђоле”           | Боксер и ријалити учесник              | Петнаесто место      |
| Никола Лакић                 | Бивши фудбалер и ријалити учесник      | Шеснаесто место      |
| Александра Марјановић        | Ријалити учесница                      | Седамнаесто место    |
| Џонатан Лумбила „”           | Певач и ријалити учесник               | Осамнаесто место     |
| Анђелина „Ђина” Марјановић   | Ријалити учесница                      | Деветнаесто место    |
| Слађана Петровић             | Ријалити учесница                      | Двадесето место      |
| Милијана Богдановић          | Ријалити учесница                      | Двадесет прво место  |
| Милојко Божић                | Ријалити учесник                       | Двадесет друго место |
| Ирма Сејранић                | Певачица и ријалити учесница           | Двадесет треће место |
| Ивана Живковић „Жизела”      | Ријалити учесница                      | Избачена             |
| Армина Смајловић             | Певачица                               | Избачена             |
| Кристина Делчев              | Новинарка                              | Избачена             |
| Елвин Кадрић „Кадра”         | Ријалити учесник                       | Избачен              |
| Андрија Ђогани „Баки Б3”     | Певач и ријалити учесник               | Изашао               |
| Сузана Аличић                | Ријалити учесница                      | Избачена             |
| Божидар 'Божа' Миловановић   | Ријалити учесник                       | Избачен              |
| Изабела Андерсон             | Ријалити учесница                      | Избачена             |
| Александра Мушуњац „Флекси”  | Ријалити учесница                      | Избачена             |
| Лука Будимир                 | Певач и ријалити учесник               | Дисквалификован      |
| Александра „Сашка” Караиљац  | Ријалити учесница                      | Избачена             |
| Зоран Новаковић              | Доктор                                 | Избачен              |
| Вољенка Илић                 | Ријалити учесница                      | Избачена             |
| Бењамин Спаховић             | Ријалити учесник                       | Дисквалификован      |
| Ениса Бајрамовић             | Ријалити учесница                      | Избачена             |
| Милорад Симић                | Ријалити учесник                       | Избачен              |
| Наталија Цонић               | Ријалити учесница                      | Избачена             |
| Љубиша Прелетачевић „Бели”   | Ријалити учесник                       | Избачен              |
| Ружица Вељковић              | Певачица и ријалити учесница           | Изашла               |
| Зорица Радојковић            | Ријалити учесница                      | Избачена             |
| Радомир Медојевић            | Ријалити учесник                       | Избачен              |
| Игор Давидовић               | Ријалити учесник                       | Избачен              |
| Милица Штављанин             | Ријалити учесница                      | Избачена             |
| Маријана Мирковић            | Ријалити учесница                      | Избачена             |
| Анастасија Малкова           | Ријалити учесница                      | Избачена             |
| Ведран Зиројевић             | Ријалити учесник                       | Избачен              |
| Андријана Дабетић „Анчи”     | Певачица                               | Избачена             |
| Драган Оташевић „Кале”       | Ријалити учесник                       | Изашао               |
| Невена Калавер               | Ријалити учесница                      | Избачена             |
| Никола Јовановић „Цоња”      | Ријалити учесник                       | Избачен              |
| Братислав Живковић           | Ријалити учесник                       | Избачен              |
| Љубица Станков               | Ријалити учесник                       | Избачена             |
| Лидија Вичовац               | Ријалити учесница                      | Избачена             |
| Александар Анђелковић        | Певач                                  | Избачен              |
| Никола Анђелковић            | Певач                                  | Избачен              |
| Владимир Зечевић „Дика”      | Ријалити учесник                       | Избачен              |
| Владимир Савић „Медо Брундо” | Ријалити учесник                       | Избачен              |
| Лејла Матић „Лела”           | Ријалити учесница                      | Избачена             |
| Ратко Димовски               | Ријалити учесник                       | Избачен              |
| Милица Цветановић            | Ријалити учесница                      | Избачена             |
| Игор Павловић                | Певач                                  | Избачен              |
| Мелиса Мемић „Меа Бонд”      | Ријалити учесница                      | Избачена             |
| Мирјана Васић Дамјановски    | Ријалити учесница                      | Избачена             |
| Јована Дејић                 | Певачица                               | Избачена             |
| Небојша Османић „Дундо”      | Певач                                  | Избачен              |
| Иван Марић „Шперац”          | Ријалити учесник                       | Избачен              |
| Сулејман Спахић „Спахо”      | Ријалити учесник                       | Избачен              |
| Маријана Марковић            | Ријалити учесница                      | Избачена             |
| Јелена Савичић               | Ријалити учесница                      | Избачена             |
| Јелена Комазец               | Ријалити учесница                      | Изашла               |